# Mislukte staatsgreep in Japan van 15 mei 1932

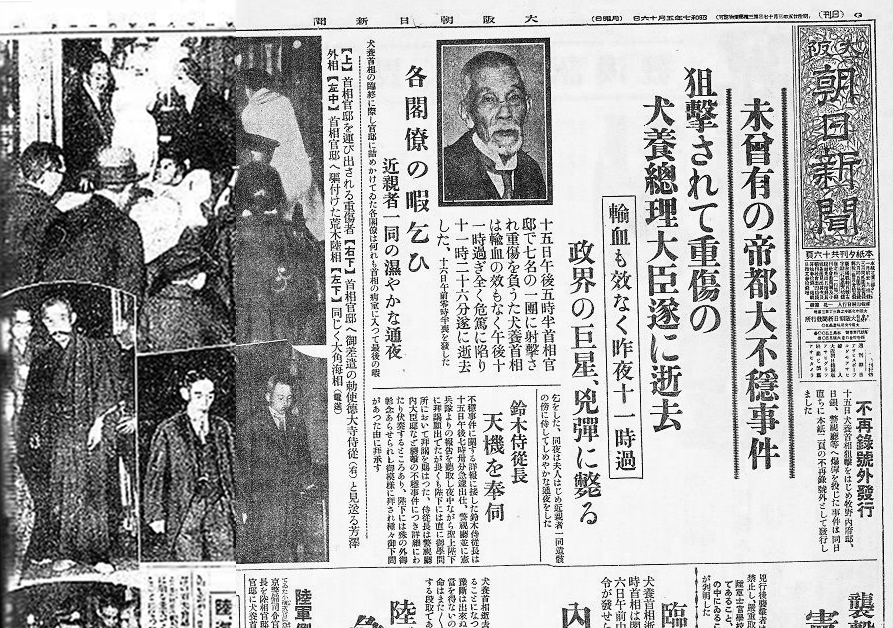
De opstand van 15 mei 1932 en de moord op minister-president Inukai

De mislukte staatsgreep in Japan van 15 mei 1932 (Japans: 五・一五事件, Go-ichigo jiken) was een couppoging van amateuristische aard ondernomen door cadetten van de Japanse Keizerlijke Marine en het Japans Keizerlijk Leger, waarbij minister-president Inukai Tsuyoshi om het leven kwam. Hoewel de poging mislukte, had deze gebeurtenis in 1932 een grote impact op het Japanse bestuur, waardoor het historisch belang ervan toch groot is.
Zo staat deze gebeurtenis symbool voor het einde van de partijpolitiek, een politiek die men in de Taishô-periode met veel trots weleens de Taishô-democratie noemde. Vanaf die bewuste dag veranderde de regeervorm in een regering van nationale eenheid die bestond uit leden van het toen al zo machtige militaire apparaat en eerder doet denken aan een militaristisch bewind.

## Politiek klimaat
Het Japanse buitenlandse beleid van begin jaren dertig was getekend door de politieke crisis in Mantsjoerije. Hoewel de crisis ernstige internationale gevolgen had, waren de nationale gevolgen ervan ook niet te overzien. Zo werd de binnenlandse politiek, die bestond uit corrupte kabinetten, de boeman van de jonge militairen.
Zo viel de regering-Wakatsuki in december 1931 over het Mantsjoerije-vraagstuk. De regering-Wakatsuki en de opvolgende regering worstelden allebei met de grondwettelijke problemen omtrent de militaire activiteiten in Mantsjoerije. De politieke situatie werd nog onheilspellender door het ontstaan van opeenvolgende golven van geweld en moord.
Minister-president Inukai Tsuyoshi wilde zich mengen in de onenigheid tussen het machtige Japanse Kwantungleger en de Chinese staat door een interventie waarbij hij de Chinese soevereiniteit over het betwiste gebied wilde laten erkennen. Door deze ambities werd Inukai doelwit van de gefrustreerde militaire achterban. Tussen februari en mei 1932 werden ten minste drie vooraanstaande politici vermoord, onder wie ook Inukai.
Politieke moorden waren in deze periode schering en inslag. Zo werd in 1930 minister-president Hamaguchi Osachi omgebracht vanwege zijn rol in een overeenkomst om de bewapening te verminderen. In 1932 werden de minister van Financiën Inoue Junnosuke en de directeur van Mitsui, Dan Takuma, vermoord in het zogenoemde incident van het bloedbelofte-verbond.

## Complot
Inukai's belagers hoopten dat hun aanval een staatsgreep teweeg zou brengen. Het verbond bestond uit een samenzwering van een tiental jonge zeemachtofficieren, legercadetten en extremisten uit het milieu van de rechtse bewegingen, zoals de Aikyojuku, een afgescheurde tak van de Ketsumeidan-groep. Luitenant Seishi Koga wordt gezien als de leider van het verbond.
De Ketsumeidan-school, die haar thuisbasis had in de prefectuur Ibaraki, was in 1931 door de zelfbenoemde boeddhistische priester Nissio Inoue gesticht. Ibaraki was een regio waar de boeren afhankelijk waren van de politiek en daardoor ook grote verwachtingen hadden. Hierdoor reageerden zij des te heftiger op het falen van de Japanse staat. Een van de vergaderplaatsen van de Aikyojuku bevond zich in de buurt van de opleidingsluchtbasis van de zeemacht te Tsuchiura, een stad gelegen aan het Kasumigaurameer.
Op 13 mei werd in een café te Tsuchiura de laatste hand gelegd aan hun complot. Het complot had tot doel de burgerlijke macht omver te werpen en deze te vervangen door een militaire macht, een macht die zou handelen in naam van de keizer.
Ook Shumei Okawa, Mitsuro Toyama en Kosaburo Tachibana maakten deel uit van het complot.

## Doelwitten

### Premier Inukai Tsuyoshi
Rond vijf uur 's middags begaven negen jonge zeemachtofficieren zich naar de Yasukuni-schrijn in Tokio. Vandaar reden ze in twee taxi’s naar de residentie van de minister-president en tevens de voorzitter van de Seijukai-partij, Inukai Tsuyoshi. Bij aankomst deelden de negen zich op in twee groepen en baanden zich een weg via voor- en achteringangen om, gebruikmakend van hun pistolen, de leden van de wacht neer te schieten. Na ettelijke kamers te hebben doorzocht, troffen de negen officieren de premier aan in de eetkamer. Duikbootluitenant Mikami Taku wilde meteen het vuur openen, maar was vergeten dat hij na het gevecht met de lijfwacht niet had herladen. Op dat moment hief Inukai zijn rechterarm op en liet hem rustig weer zakken, alsof hij in het Japanse parlement, de Diet, stond en de rust wilde herstellen. Vervolgens nodigde hij zijn belagers uit om te gaan zitten en de meningsverschillen uit te praten. Mikami en nog een officier schoten Inukai neer. De negen reden in hun taxi’s naar de militaire politie, waar ze zich allen aangaven. Zes uur na de aanslag, overleed Inukai op 78-jarige leeftijd aan zijn verwondingen.

### Charlie Chaplin
Charlie Chaplin, die toen Japan bezocht, was eveneens een doelwit, omdat hij in de Verenigde Staten populair was en zijn dood tegelijk ook een oorlog met dat land dichterbij zou brengen, maar mogelijk doordat hij samen met Inukai's zoon Ken Tsuyoshi een sumowedstrijd bijwoonde, ontkwam hij aan de moordaanslag.

### Saionji Kinmochi
Saionji Kinmochi had een liberale visie en promootte het parlementaire systeem waarin de regering haar basis heeft in een parlementaire meerderheid. Hierdoor was hij een geliefd doelwit voor de nationalisten.
Hij streefde naar een verminderde invloed van het leger in de politieke beslissingen, maar kon de militaire avonturen in Azië niet verhinderen.

### Kapitalistische en regeringsinstellingen
Vanuit de officiële residentie van de minister-president reed een van de taxi's met officieren op weg naar de militaire politie langs de Japanse nationale bank, waar de officieren nog vlug enkele granaten naar binnen gooiden.
Ook de hoofdstedelijke elektriciteitsvoorziening en de civiele politie waren een doelwit, maar de opstand breidde zich niet uit doordat de oudere officieren alle medewerking weigerden.

## Gevolgen
Door de weigerachtige houding van oudere officieren nam de opstand uiteindelijk geen al te grote vormen aan. Hierdoor verliep de couppoging anders dan de aanstichters gehoopt hadden. Een echte staatsgreep mislukte. Wel hadden de gebeurtenissen een zeer grote impact op het Japanse parlementair systeem.
De leiders van de grootste partijen durfden geen strenge houding aan te nemen tegenover de militairen. De leden van de patriottische genootschappen daarentegen gingen hartstochtelijk verder met hun onverdroten aanvallen op het politieke systeem.

## Berechting
In de zomer van 1933 werden de daders van de aanslag van 15 mei ’32 berecht. Volgens buitenlandse waarnemers had het proces echter de schijn van partijdigheid. Het proces kon zelfs gezien worden als een poging om de Japanse patriottische principes over heel het land te verspreiden; op de beklaagdenbank zaten uitsluitend patriotten.
Zo werd in een massale petitie van 350.000 handtekeningen verzocht om een verlaging van de strafmaat voor de 21 marineofficieren en 20 burgers die terechtstonden. De zeer lage straf bevestigde alleen maar de vermoedens. Van de belagers van Inukai kreeg slechts één persoon, Shumei Okawa (1886-1957), een langdurige gevangenisstraf opgelegd, de anderen kwamen ervanaf met een mondelinge berisping of een symbolische straf. Zo zou de straf voor de elf officieren die schuldig waren bevonden aan de moord op Inukai Tsuyoshi bestaan hebben uit het afsnijden en naar de keizer opsturen van hun pink.

### Ondervraging
Uit de ondervraging van de leider van de bende, luitenant Seishi Koga, die ook beschouwd wordt als het hoofd van het bloedverbondkartel, bleek dat de aanslag op Charlie Chaplin en de minister-president als de genadeslag voor de Japanse regering werd gezien. Zijn bekentenis bracht aan het licht waarom de coupplegers juist Inukai Tsuyoshi in zijn residentiële woning hadden aangevallen en hoeveel geluk Chaplin had gehad. Het was zo gepland, omdat ze meenden dat hun doelwitten op dat moment daar thee aan het drinken waren.
De samenzweerders meenden dat door de moord op de filmacteur, die door hen als symbool van het westers kapitalisme werd beschouwd, een oorlog zou veroorzaken met de Verenigde Staten, wat de Japanse uitgaven voor het militaire apparaat drastisch zou doen stijgen.
Chaplins melancholische repliek op de openbaar gemaakte verhoren was: I can imagine the assassins having carried out their plan, then discovering that I was not an American but an Englishman — 'Oh, so sorry!'

## Kabinet van nationale eenheid
Het overlijden van Inukai Tsuyoshi betekende voor Saionji Kimmochi dat hij Okitsu opnieuw moest verlaten om de keizer bij te staan bij de benoeming van de volgende minister-president.
De prins had de keuze tussen de keizerlijke zegelbewaarder en enkele oud-ministers. Hij koos echter een oud-admiraal, in de veronderstelling dat voormalige leden van de zeemacht beter in de hand te houden waren dan die van het meer radicale landleger. Veel partijleden meenden ten onrechte dat een dergelijk compromis tijdwinst voor hen zou opleveren. Zo hoopte men een buffer te creëren die de politieke schok van de couppoging zou opvangen. Later, wanneer de gemoederen enigszins tot bedaren zouden zijn gekomen, kon men dan de burgercontrole over de regering herstellen, waardoor zij weer haar natuurlijke koers kon varen. Zo trachtte Saionji Kimmochi de militaire machtsovername te verijdelen.
Vanwege dit alles werd de benoeming van de volgende minister-president een belangrijke keuze. Het bleek echter onmogelijk een levensvatbare regering te vormen, doordat de zee- en landmacht weigerden actief dienende officieren af te staan. Hierdoor was men genoodzaakt terug te vallen op een coalitie die geleid zou worden door partijloze leden. Het moest ook een regering worden die de stilzwijgende goedkeuring genoot van de extreemrechtse militairen. Hiermee werd de partijpolitiek vervangen door een regering van nationale eenheid, één die bestond uit drie burgers en acht militairen, met aan het hoofd minister-president Saito Makoto.
Makoto, een gepensioneerde admiraal van de Japanse zeemacht, werd op 26 mei 1932 door de keizer benoemd. De benoeming ging hand in hand met het einde van de belangrijke rol die de politieke partijen hadden vervuld in de politieke besluitvorming. Het werd een kabinet dat prioriteit gaf aan de Japanse oorlogsmachine en de organisatie en steunverdeling van de landbouw.

## Kurai Tanima
De term Kurai Tanima staat voor de periode rond en na de mislukte staatsgreep van 15 mei 1932. Dit voorval wordt gezien als het einde van de Taisho-democratie (de partijenpolitiek) en het beginpunt van een eerder militaristisch bewind, een regeerstijl die er uiteindelijk toe zou leiden dat Japan, door de verrassingsaanval van 8 december 1942 op Pearl Harbor, toetrad tot het kamp van de agressors. Het werd een keerpunt in de Japanse moderne geschiedenis. Vanaf die dag zou de periode tot aan het startschot van de Tweede Wereldoorlog in de stille Zuidzee bekendstaan als "het duistere dal", Kurai Tanima.

## Boeken
- Crome, Peter. Hirohito: Keizer tussen hemel en aarde. Amsterdam: LJ Veen, 1989.
- Mayer, S.L. en Steeman A. (vert.). De Japanse oorlogsmachine. Amsterdam: Elsevier, 1978.
- Oka, Yoshitake. Five Political Leaders of Modern Japan:Itō Hirobumi, Ōkuma Shigenobu, Hara Takashi, Inukai Tsuyoshi, and Saionji Kimmochi. Tokyo: University of Tokyo Press, 1986.
- Vande Walle, Willy en Coppens, Hans. Geschiedenis van het Moderne Japan. Cursus gedoceerd in het kader van het vak ‘Geschiedenis van het Moderne Japan’, Katholieke Universiteit Leuven, Faculteit Letteren, Departement Oosterse en Slavische Studies, Afdeling Japanologie, 2003.